# محوطه اطراف شهر سوخته ۳۵۰
محوطه اطراف شهر سوخته ۳۵۰ مربوط به هزاهر ۳ و ۲ قبل از میلاد است و در شهرستان زابل، بخش شیب آب، دهستان لوتک، روستای حومه شهر سوخته، ۵ کیلومتری جنوب شرق پایگاه باستان‌شناسی شهر سوخته واقع شده و این اثر در تاریخ ۲۸ اسفند ۱۳۸۵ با شمارهٔ ثبت ۱۸۹۷۸ به‌عنوان یکی از آثار ملی ایران به ثبت رسیده است.